# Јурај Калц
Јурај Калц (Штињан, код Пуле, 22. април 1908 — близина Новске, јул 1942), учесник Шпанског грађанског рата и Народноослободилачке борбе и народни херој Југославије.

## Биографија
Рођен је 22. априла 1908. године у Штињану код Пуле у радничкој породици. Његова породица се након италијанске окупације Истре сели у Загреб.
Године 1937. отишао је у Шпанију и прикључио се интернационалним бригадама. У офанзиви на реци Ебро био је рањен. Такође је био рањен и на арагонском фронту. У децембру 1938. године, Министарство народне одбране Шпанске републике одликовало га је медаљом шпанског борца, а исте године постао је и члан Комунистичке партије Југославије.
Учесник Народноослободилачке борбе је од 1941. године. Почетком јула 1941. пребацио се из Сиска у Сисачки партизански одред. Кансије га партијско руководство пребацује на рад у Банију. Након доласка диверзанта Ивана Хариша у тај крај, Калц је заједно с њим изводио диверзије по Банији и Босанској крајини.
Погинуо је јула 1942. године током окупаторске офанзиве на Козару, штитећи повлачење партизанских бораца.
Указом председника СФР Југославије Јосипа Броза Тита 26. септембра 1973. проглашен је за народног хероја.